# Antonio Gamoneda

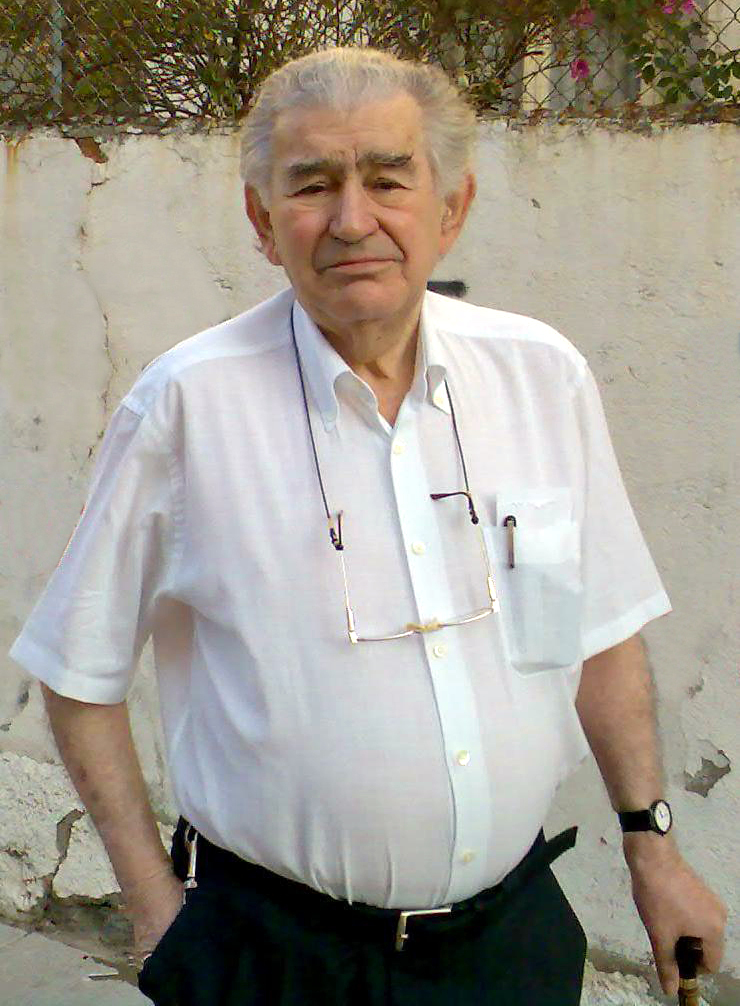
Antonio Gamoneda (2007)

Antonio Gamoneda Lobón (* 30. Mai 1931 in Oviedo, Asturien, Spanien) ist ein spanischer Dichter.

## Leben
Gamonedas Vater († 1932), war ebenfalls ein modernistischer Lyriker, der 1919 einen Gedichtband mit dem Titel Otra más alta vida veröffentlichte. Während des Spanischen Bürgerkriegs, als die Schulen geschlossen waren, brachte er sich das Lesen selbst bei – mit einem der wenigen Bücher im Haus: dem Gedichtband seines Vaters. „Mit dem Tod zwischen uns kann ich mir keine engere Vater-Sohn-Beziehung vorstellen als die, die ich in meiner Kindheit zu meinem Vater hatte“, schrieb er später. Im Jahr 1934 zog Antonio Gamoneda mit seiner Mutter ins kastilische León. Seit seiner Kindheit erlebte er durchgehend Armut, Unterdrückung und Tod, Eindrücke, die seine späteren Werke nachhaltig prägten. 
Ab 1941 erhielt er unentgeltlichen Unterricht im Kolleg der Augustinerpatres, bis er sich 1945 entschied, die Schule eigenständig zu verlassen. Einen Tag nach seinem 14. Geburtstag trat er eine Stelle als Laufbursche und Gehilfe bei der inzwischen aufgelösten Bank, Banco Mercantil, an. Seine mittlere Schulbildung erlangte er im Selbststudium und blieb dieser Bank 24 Jahre lang, bis 1969, als Angestellter treu. Während seiner Tätigkeit in der Bank knüpfte er Kontakte zur intellektuellen Widerstandsbewegung gegen den Franquismus und engagierte sich aktiv in deren Reihen. In diesem Zusammenhang erlangte er mit seinem Werk Sublevación inmóvil (1953–1959) poetische Anerkennung.
In dieser harten, aber fruchtbaren Epoche entstanden seine ersten Gedichte:
La tierra y los labios (1947–1953; dt. Die Erde und die Lippen), die erst mit dem Band Edad (dt. Lebensalter), der seine Dichtung bis 1987 zusammenfasste, veröffentlicht wurden; mit Sublevación inmóvil (1953–1959; dt. Bewegungsloser Aufstand), das 1960 in Madrid publiziert wurde und einen Bruch mit den traditionellen realistischen Konventionen seiner Zeit darstellte, wurde er Finalist des renommierten Dichtungspreises Adonais.
Exentos I (1959–1960; dt. Frei I): Gedichte, die ebenfalls erst mit dem Band Edad erschienen;
Blues castellano (1961–1966; dt. Kastilischer Blues), ein Werk, das wegen der Zensur erst 1982 veröffentlicht wurde; 
Exentos II (Pasión de la mirada) (1963–1970; dt. Frei II (Leidenschaft des Blicks)), erschien in verschiedenen Versionen und wurde 1979 in León unter dem Titel Blick auf León veröffentlicht.
Auf diese erste Phase folgte eine dichterische Pause von sieben oder acht Jahren – Jahre, die stark geprägt waren vom Tod des Diktators Francisco Franco und dem Beginn der sogenannten „Transición“. Die ideologische und existenzielle Krise des Dichters spiegelt sich in seinem nächsten Buch Descripción de la mentira (Beschreibung der Lüge), León 1977, wider, einem langen Gedicht, das einen Wendepunkt hin zu vollständiger Reife markierte. Später wurden Lápidas (1987, Madrid) und Edad veröffentlicht, der Band, der seine gesamte Dichtung bis 1987 umfasst. Nach einer Revision wurde das Werk mit dem spanischen Premio Nacional de Literatura ausgezeichnet.
1992 erschien Libro del frío (dt. Buch der Kälte), das ihn zu einem der wichtigsten Dichter in spanischer Sprache machte. Im Jahr 2000 wurde die endgültige Fassung des Libro del frío veröffentlicht, die auch Frío de Límites (dt. Kälte der Grenzen) einschließt. Dieses Werk entstand aus der Zusammenarbeit mit Antoni Tàpies, löste sich jedoch von dem Bild, das er sich aufgrund des Charakters von Libro del frío erworben hatte. 
Zuvor waren die Gedichte Mortal 1936 (dt. Tödliches 1936), begleitet von Seidendrucken von Juan Barjola über das Gemetzel während des Bürgerkriegs auf dem Stierkampfplatz von Badajoz, erschienen, und wurden zusammen mit Exentos III (1993–1997) publiziert. De un diccionario relativo a la ciencia médica arcaica (1993–1998; dt. Aus einem Wörterbuch der archaischen medizinischen Wissenschaft) und Libro de los venenos (1995, Madrid; dt. Buch der Gifte) sind außergewöhnliche Werke, die auf der Überzeugung des Autors beruhen, dass archaische Sprache zu Beginn bereits so stark ästhetisch aufgeladen ist, dass sie anlässlich seiner Übertragung unweigerlich in Poesie mündet. Beide Werke spiegeln die Faszination des Dichters für die poetische Dimension wider, die Andrés Lagunas durch seine humanistische Übersetzung des Pedanios Dioscurides aus dem 1. Jahrhundert nach Christus geschaffen hat. Arden las pérdidas wurde 2003 veröffentlicht und steigerte die mit Descripción de la mentira erreichte poetische Reife in einer Dichtung „aus der Perspektive des Todes“. Anschließend erschienen 2004 Cecilia und Esta luz: poesía reunida (1947–2004; dt. Dieses Licht: versammelte Poesie). 
Er leitet die 1877 gegründete Stiftung Fundación Sierra-Pambley, die sich für die Bildung von Arbeitern und Bauern engagiert.

## Werke

### Dichtung
- Sublevación inmóvil, Madrid, Ediciones Rialp, 1960
- Descripción de la mentira, León, Institución Fray Bernardino de Sahagún, C.S.I.C., Diputación Provincial, 1977
- León de la mirada, León, Espadaña Editorial, 1979
- Blues castellano, Gijón, Ediciones Noega, 1982
- Lápidas, Madrid, Trieste, 1986
- Edad : (poesía 1947–1986), Madrid, Cátedra, 1987
- Libro del frío, Madrid, Ediciones Siruela, 1992
- Sección de la memoria, Ponferrada, Ayuntamiento, 1993
- Poemas, Palma : Universitat de les Illes Balers, Servei de Publicacions i Intercanvi Científic, 1996
- Cuaderno de octubre, Madrid, San Roque, 1997
- Pavana impura, Huelva, Fundación El Monte, 2000
- Sólo luz: antología poética, Valladolid, Castilla y León, Consejería de Educación y Cultura, 2000
- Arden las pérdidas, Barcelona, Tusquets Editores, 2003
- La voz de Antonio Gamoneda. Madrid, Residencia de estudiantes, 2004
- Reescritura, Madrid, Adaba Editores, 2004
- Cecilia. Teguise : Fundación César Manrique , 2004
- Esta luz : poesía reunida : (1947–2004), Barcelona: Galaxia Gutenberg : Círculo de Lectores, 2004 (dt. Esta Luz / Dieses Licht : Eine Anthologie : 1947–2005, Kiel : Verlag Ludwig, 2007)

### Prosa
- Relación y fábula, Santander, Editorial Límite, 1997
- Descripción del frío, León, Celarayn Editorial, 2002

### Versuche
- Echauz. La dimensión ideológica de la forma. Madrid: Ediciones Rayuela ,1978
- León, traza y memoria, Madrid, A. Machón, 1984
- Zamora. Fotografías, León, Editorial Everest, 1987
- El cuerpo de los símbolos. Madrid, Huerga y Fierro. Editores, 1997
- Libro de los venenos : corrupción y fábula del libro sexto de Pedacio Dioscórides y Andrés de Laguna acerca de los venenos mortíferos y de las fieras que arrojan de sí ponzoña, Madrid, Ediciones Siruela, 1997
- Gamoneda, Antonio (2009). Galaxia Gutenberg, ed. Un armario lleno de sombra. Barcelona: Círculo de Lectores. p. 73

### Gemeinschaftswerke
- Los jóvenes. León, Editorial Everest, 1970
- Tres poemas provisionales, Arteguía, 46, (1979)
- Dos poetas en su voz, Valladolid, Ediciones Portuguesas, 1992
- Tauromaquia : mortal 1936, Mérida, Asamblea de Extremadura, 1994
- Encuentro en el territorio del frío, León, Instituto Leonés de Cultura, 1995
- La alegría de los naufragios. Madrid, Huerga y Fierro Editores, 1999
- Eros y thánatos: pinturas de Álvaro Delgado con once poemas de Antonio Gamoneda: (exposición del 12 de enero al 6 de febrero del 2000), Madrid, Círculo de Bellas Artes, 2000
- Un bosque en obras: vanguardias en la escultura en madera, Segovia, Museo de Arte Contemporáneo Esteban Vicente, 2000
- Juan Barjola, Vitoria, Fundación Caja Vital Kutxa, 2002
- Antonio Gamoneda, Madrid, Calambur Editorial, 2003

## Preise und Ehrungen
- Europäischer Preis für Literatur (2005)
- Cervantespreis (2006)
- Premio Reina Sofía de Poesía Iberoamericana (2006)
- Premio Nacional de Literatura (1987)